# Horst Antes
Horst Antes, né le 28 octobre 1936 à Heppenheim (Allemagne) est un peintre, sculpteur, graveur et lithographe allemand.
Peintre du mouvement de la Nouvelle figuration, Horst Antes est l'élève de l'Académie des beaux-arts de Karlsruhe de 1957 à 1959, où il a pour maître le graveur sur bois HAP Grieshaber, personnage attachant qui lui inculque une solide technique.

## Biographie
En 1959, il reçoit le prix de la Ville de Hanovre, qui lui attribue une bourse en 1960. En 1961, il obtient en Allemagne le prix Junger Westen, et en France le premier prix de la Biennale des Jeunes, ce qui lui vaut en 1963 une exposition personnelle dans le cadre de cette même Biennale au musée d'art moderne de la ville de Paris. Entretemps, en 1962, il remporte le prix Villa Romana à Florence, où il séjourne, ainsi qu'à Rome. Il fait partie de la sélection allemande à la documenta 3 en 1964 et à la documenta 4 en 1968, à Cassel. En 1966 il figure dans la sélection allemande de la Biennale de Venise. Outre ces sélections dans les Biennales ou concours, et quelques participations à des expositions collectives, il fait des expositions personnelles : 1960 Bâle et Cologne, 1961 Wiesbaden et Fribourg, etc.
En 1965, Horst Antes devient professeur à l'Académie de Karlsruhe, où il a fait ses études, poste qu'il  quitte en 1971 pour le reprendre en 1984.

## Développement de sa figure emblématique
Mais c'est en 1960 qu'il donne une image de sa personnalité en créant un personnage très schématisé qui devient son thème personnel, peut-être influencé par Oskar Schlemmer, dont le graphisme massif cerne des surfaces le plus souvent très vives et colorées, avec un traitement d'une certaine sobriété. Cet être, sorte de gnome, est dénué de torse. Ses bras s'emmanchent directement dans la tête sous les yeux, et les jambes sous le menton. Mais pour pallier ce dénuement corporel, la tête compte toujours des yeux superposés ou non, ou deux paires d'yeux superposés, comme on en trouve parfois chez Jawlensky ou Paul Klee. Ces personnages inspirent moins le dégoût que la pitié.
Dans les années 1970, il incorpore des morceaux de carton ou de chiffons dans ses peintures sur toile pour en enrichir les textures et accroitre l'étrangeté de ses figures. Précurseur des nouvelles figurations néo-expressionnistes apparues alors en réaction contre la domination de l'art abstrait et conceptuel, il semble probable qu'Antes veuille témoigner d'une désespérance de la condition humaine.

## Œuvre
Sa peinture se rattache au courant international de la figuration narrative. Alors qu'il remporte de nombreux prix, ce courant n'a encore pas la vogue que l'on a connue par la suite. Dans les années 1970 et au début des années 1980, Antes fait figure d'isolé et de précurseur. L'intérêt de la critique se porte sur ce jeune peintre, sorti indemne d'une Allemagne disqualifiée sur tous les plans, ayant répudié toute forme d'art vivant, et duquel les œuvres s'inscrivent dans le sillage des mouvements Die Brücke, du Blaue Reiter et du Bauhaus des années 1930. Dans une brève première période, on peut apparenter l'expressionnisme d'Antes à celui de Max Beckmann et de George Grosz, c'est-à-dire à l'expressionnisme grinçant qui s'est manifesté dans l'Allemagne désemparée d'après sa défaite de 1918.

## Collections publiques
Certaines de ses œuvres sont conservées dans les musées de Cologne, Francfort-sur-le-Main (Städ. Gal.), Hambourg, Paris (musée national d'art moderne), Ulm, Vienne (Autriche) (Liechtenstein Museum).